# Nationaler Zukunftstag
Der Nationale Zukunftstag – Seitenwechsel für Mädchen und Jungs (ehemals «Tochtertag») ist eine seit 2001 in der gesamten Schweiz verbreitete Aktion, die Schülerinnen und Schülern der 5. bis 7. Klasse die Möglichkeit bietet, die Eltern bei der Arbeit zu begleiten oder an verschiedenen Spezialprojekten die Berufswelt kennenzulernen. Der Zukunftstag findet jährlich am zweiten Donnerstag im November statt.

## Hintergrund
Im Zentrum des Zukunftstags steht der „Seitenwechsel“: Schüler sind eingeladen, Berufe zu erkunden, die traditionellerweise dem anderen Geschlecht zugeordnet werden. Durch diesen Seitenwechsel sammeln sie neue Eindrücke und erweitern ihre Zukunftsperspektiven. Schulen, Unternehmen oder Institute beteiligen sich gleichermassen am Zukunftstag, so dass die Aktion in den meisten Betrieben der Schweiz national anerkannt ist.

## Geschichte
Von 1998 bis 2004 wurde das Lehrstellenprojekt 16+ mit verschiedenen Massnahmen zur Förderung einer offenen Berufswahl von Mädchen und Knaben durchgeführt. Im Rahmen dieses Projekts wurde 2001 erstmals der sogenannte «Vater-Tochtertag» durchgeführt, mit dem Ziel, Mädchen Einblick in die Berufswelt klassischer Männerberufe zu geben und die Väter für die Bedeutung der Berufswahl ihrer Töchter zu sensibilisieren. Später wurden auch die Buben animiert, an diesem Tag ihre Mutter bei der Arbeit zu begleiten. Seit 2010 heisst der Tag Zukunftstag und das Ziel ist allgemeiner formuliert die Verbreiterung des Fokus bei der Berufswahl.